# Рэд-зона (американский футбол)

Расположение рэд-зон на поле. Они выделены оранжево-красным цветом

Рэд-зона или Красная зона (англ. Red zone) — часть поля в американском футболе между энд-зоной и 20-ярдовой линией. Поле в этой зоне не окрашено в красный цвет (хотя на некоторых стадионах 20-ярдовая линия покрашена в красный цвет или цвет команды). Термин используется для статистики матча.
Если нападение находится в чужой рэд-зоне, то считается, что вероятность набора очков выше, чем в другой части поля. Кикеры очень редко могут промазать филд-гол из рэд-зоны (исключение: если филд-гол блокирован, что тоже бывает очень редко), а значит, если нападение не сделает тачдаун, то кикер точно забьёт филд-гол. Если нападение находится в своей рэд-зоне, вероятность сэйфти или перехвата в тачдаун увеличивается.
Квотербек не сможет бросить мяч в рэд-зоне на большое расстояние, это может стать проблемой для нападения. В канадском футболе это не так влияет на команду, так как в этом виде спорта длина энд-зоны 20 ярдов.
В овертайме студенческого футбола команды по очереди получают мяч на чужой 25-ярдовой линии, и большая часть овертайма проходит в рэд-зоне.